# Stazione di Felegara-Sant'Andrea Bagni
La stazione di Felegara-Sant'Andrea Bagni è una fermata ferroviaria posta sulla linea Fidenza-Fornovo. Serve i centri abitati di Felegara e di Sant'Andrea Bagni, entrambi frazioni del comune di Medesano.

## Strutture e impianti
La gestione degli impianti è affidata a Rete Ferroviaria Italiana (RFI) che la classifica nella categoria "Bronze".

## Movimento
A partire dal cambio orario del 15 dicembre 2013 la fermata non è più servita da alcun collegamento passeggeri.